# Shin’ya Aoki
Shin’ya Aoki (jap. 青木真也 Aoki Shin’ya; ur. 9 maja 1983 w Shizuoce) – japoński grapler, zawodnik mieszanych sztuk walki (MMA). Były mistrz Shooto w wadze średniej, DREAM w wadze lekkiej oraz One Championship w wadze lekkiej.

## Kariera sportowa
Aoki specjalizuje się w grapplingu. Zaczynał od judo (czarny pas), później startował również z sukcesami w turniejach sambo i BJJ (czarny pas). Techniki chwytów efektywnie wykorzystuje też w MMA – większość ze swoich zwycięstw osiągnął przez poddanie rywali.
W MMA zadebiutował w 2003 roku. Przez pierwsze lata walczył w DEEP oraz Shooto wygrywając m.in. z mającym polskie korzenie Keithem Wiśniewskim oraz przegrywając z Hayato Sakuraiem. 17 lutego 2006 roku zdobył mistrzostwo organizacji Shooto w wadze średniej. Jeszcze w tym samym roku związał się z czołową japońską organizacją Pride Fighting Championships tocząc dla niej do 2007 roku cztery zwycięskie pojedynki m.in. z Joachimem Hansenem. 31 grudnia 2007 na pożegnalnej gali Yarennoka! pokonał na punkty medalistę olimpijskiego z Sydney w judo Junga Bu-kyunga. W lipcu 2008 roku walczył ponownie z Hansenem w finale turnieju DREAM Lightweight Grand Prix o mistrzostwo DREAM w wadze lekkiej. Został niespodziewanie znokautowany w pierwszej rundzie walki. Porażkę powetował sobie 31 grudnia 2008 roku, pokonując przez poddanie Eddiego Alvareza w walce o pas WAMMA w wadze lekkiej.  
6 października 2009 roku stoczył w Jokohamie rewanżową walkę z Hansenem. Pokonał go, zakładając mu dźwignię na staw łokciowy na 4 sekundy przed końcem walki. Tym samym odebrał Norwegowi pas mistrza DREAM w wadze lekkiej.
17 kwietnia 2010 roku walczył w Nashville o mistrzostwo Strikeforce w wadze lekkiej. Przegrał z dzierżącym tytuł Gilbertem Melendezem przez jednogłośną decyzję sędziów (wszyscy punktowali 45-50) po 5-rundowym pojedynku. Następnie Aoki wygrał 7 walk z rzędu, m.in. dwukrotnie broniąc w Saitamie  mistrzostwa DREAM − 10 lipca poddał Tatsuyę Kawajiriego, a 31 grudnia 2011 Satoru Kitaokę.
W kwietniu 2012 roku zadebiutował w organizacji Bellator Fighting Championships, gdy na gali Bellator 66 zmierzył się z Eddiem Alvarezem. Amerykanin zrewanżował mu się za porażkę sprzed 4 lat, wygrywając przez TKO w 1. rundzie.
W 2012 roku związał się z nowo powstałą azjatycką organizacją One Championship. Zadebiutował w niej 6 października tego samego roku na gali ONE FC - Rise of Kings poddając swojego rywala Francuza Arnauda Leponta w ciągu niecałej półtorej minuty, a w 2013 roku zdobył pas tejże organizacji odbierając go rodakowi Kotetsu Boku.
29 grudnia 2015 zadebiutował w nowo powstałej organizacji Rizin Fighting Federation założonej przez byłych właścicieli PRIDE FC Nobuyukiego Sakakibarę i Nobuhiko Takadę. W walce wieczoru pokonał przez TKO wracającego do MMA po pięcioletniej przerwie Kazushiego Sakurabę.
11 listopada 2016, na gali One Championship 49, nieoczekiwanie stracił pas mistrzowski, który dzierżył przez trzy lata, na rzecz Filipińczyka Eduarda Folayanga, przegrywając z nim przez TKO w 3. rundzie pojedynku.

## Osiągnięcia
Mieszane sztuki walki:
- 2006–2010: Mistrz Shooto w wadze średniej (do 76 kg)
- 2008: Mistrz WAMMA w wadze lekkiej (do 70 kg)
- 2009–2011: Mistrz DREAM w wadze lekkiej
- 2013–2016: Mistrz One Championship w wadze lekkiej

Grappling:
- 2003: Mistrzostwa Japonii w Sambo – 3. miejsce w kat. 82 kg
- 2004: Mistrzostwa Japonii w Sambo – 1. miejsce w kat. 82 kg
- 2004: BJJ Japan Open Tournament – 1. miejsce
- 2004: Mistrzostwa Japonii w BJJ – 1. miejsce w kat. open
- 2005: Budo Open – 1. miejsce w kat. 77 kg
- 2005: ADCC Japan – 1. miejsce w kat. 76 kg